# 阿洛克·夏尔马
阿洛克·夏尔马爵士，KCMG（1967年9月7日—）是一位生于印度的英国政治人物，保守党人。现任西雷丁选区议员。文翠珊內閣住房和规划副大臣。曾任亚洲和太平洋政务次官。2019年7月24日開始是約翰遜內閣成員 。
夏尔马成长于英国南部伯克郡的厄雷和威特利伍德，在该郡北部桑宁雷丁蓝衣学校读完高中。后考入索尔福德大学研习应用物理和电子学，1988年以理学士学位毕业。